# Věra Suchánková
Věra Suchánková (Pardubice, Tchecoslováquia, 29 de outubro de 1932 – Pardubice, República Tcheca, 12 de fevereiro de 2004) foi uma patinadora artística tcheca, que competiu representando a Tchecoslováquia. Ela conquistou com Zdeněk Doležal uma medalha de prata em campeonatos mundiais, foi bicampeã europeia e foi tricampeã do campeonato nacional tchecoslovaco.

## Principais resultados

### Com Zdeněk Doležal
| Jogos Olímpicos                                       |                  | 8.ª             |                 |                  |  |  |  |  |  |  |  |  |  |  |  |
| Campeonato Mundial                                    | 6.ª              |                 |                 | Medalha de prata |  |  |  |  |  |  |  |  |  |  |  |
| Campeonato Europeu                                    | Medalha de prata | 5.ª             | Medalha de ouro | Medalha de ouro  |  |  |  |  |  |  |  |  |  |  |  |
| Nacional                                              |                  |                 |                 |                  |  |  |  |  |  |  |  |  |  |  |  |
| Campeonato Tchecoslovaco                              |                  | Medalha de ouro | Medalha de ouro | Medalha de ouro  |  |  |  |  |  |  |  |  |  |  |  |
|                                                       |                  |                 |                 |                  |  |  |  |  |  |  |  |  |  |  |  |
| Legenda: Competição não foi disputada nesta temporada |                  |                 |                 |                  |  |  |  |  |  |  |  |  |  |  |  |